# 1821-й лёгкий самоходно-артиллерийский полк
1821-й лёгкий самоходно-артиллерийский полк — войсковое подразделение Вооружённых сил СССР в Великой Отечественной войне.

## История
В составе действующей армии с 15.10.1943 по 20.02.1944, с 22.04.1944 по 27.10.1944 и с 26.12.1944 по 09.05.1945.
На вооружении полка находились самоходные артиллерийские установки СУ-100.

## Полное наименование
- 1821-й лёгкий самоходно-артиллерийский Пражский ордена Суворова полк

## Подчинение
| Дата            | Фронт (округ)            | Армия      | Корпус                                  | Дивизия | Бригада | Примечания |
| --------------- | ------------------------ | ---------- | --------------------------------------- | ------- | ------- | ---------- |
| 01.08.1943 года | Московский военный округ | -          | -                                       | -       | -       | -          |
| 01.09.1943 года | Московский военный округ | -          | 7-й механизированный корпус             | -       | -       | -          |
| 01.10.1943 года | Московский военный округ | -          | 7-й механизированный корпус             | -       | -       | -          |
| 01.11.1943 года | 2-й Украинский фронт     | -          | 7-й механизированный корпус             | -       | -       | -          |
| 01.12.1943 года | 2-й Украинский фронт     | -          | 7-й механизированный корпус             | -       | -       | -          |
| 01.01.1944 года | 2-й Украинский фронт     | -          | 7-й механизированный корпус             | -       | -       | -          |
| 01.02.1944 года | 2-й Украинский фронт     | -          | 7-й механизированный корпус             | -       | -       | -          |
| 01.03.1944 года | 2-й Украинский фронт     | -          | 7-й механизированный корпус             | -       | -       | -          |
| 01.04.1944 года | Московский военный округ | -          | -                                       | -       | -       | -          |
| 01.05.1944 года | 1-й Белорусский фронт    | -          | -                                       | -       | -       | -          |
| 01.06.1944 года | 1-й Белорусский фронт    | 47-я армия | -                                       | -       | -       | -          |
| 01.07.1944 года | 1-й Белорусский фронт    | 47-я армия | -                                       | -       | -       | -          |
| 01.08.1944 года | 1-й Белорусский фронт    | 47-я армия | -                                       | -       | -       | -          |
| 01.09.1944 года | 1-й Белорусский фронт    | 47-я армия | -                                       | -       | -       | -          |
| 01.10.1944 года | 1-й Белорусский фронт    | 47-я армия | -                                       | -       | -       | -          |
| 01.11.1944 года | Резерв Ставки ВГК        | -          | -                                       | -       | -       | -          |
| 01.12.1944 года | Московский военный округ | -          | -                                       | -       | -       | -          |
| 01.01.1945 года | 3-й Украинский фронт     | -          | 1-й гвардейский механизированный корпус | -       | -       | -          |
| 01.02.1945 года | 3-й Украинский фронт     | -          | 1-й гвардейский механизированный корпус | -       | -       | -          |
| 01.03.1945 года | 3-й Украинский фронт     | -          | 1-й гвардейский механизированный корпус | -       | -       | -          |
| 01.04.1945 года | 3-й Украинский фронт     | -          | 1-й гвардейский механизированный корпус | -       | -       | -          |
| 01.05.1945 года | 3-й Украинский фронт     | -          | 1-й гвардейский механизированный корпус | -       | -       | -          |

## Командиры
- М. М. Гаврилов, подполковник (1943)
- Шалахов Сергей Петрович, подполковник (на 19.10.1943)
- Громов Дмитрий Павлович, подполковник (апрель 1945)[1]

## Отличившиеся воины полка
- Самойленко, Георгий Фёдорович, гвардии лейтенант — командир СУ-100, в период с 06.04.1945 по 26.04.1945 в боях за город Вена уничтожено 7 танков противника (при этом батарея под командованием Самойленко Г. Ф. уничтожила в общей сложности 12 танков и 15 орудий), затем в трудных условиях боёв в горах уничтожены 1 танк, 1 самоходное орудие и 1 бронемашина[2][3].

## Награды и наименования
| Награда                    | Дата            | За что получена |
| -------------------------- | --------------- | --- |
| «Пражский»                 | 31 октября 1944 | За отличие в боях за овладение крепостью Прага (Варшава)                                                                                                |
| Орден Суворова III степени | 5 апреля 1945   | За образцовое выполнение заданий командования в боях с немецкими захватчиками при овладении городом Будапешт и проявленные при этом доблесть и мужество |